# Henry Dudeney
Henry Ernest Dudeney (Mayfield, 10 aprile 1857 – Lewes, 24 aprile 1930) è stato un matematico britannico che ha contribuito con i suoi giochi logichi alla diffusione della matematica ricreativa.
È autore dei seguenti volumi: The Canterbury Puzzles and other curious problems e Amusements in mathematics.
Autodidatta e buon conoscitore del gioco degli scacchi curò e illustrò, per molti anni, la pagina Perplexities per la rivista The Strand Magazine, proponendo enigmi innovativi. Sposò una scrittrice, autrice di opere di narrativa.

Problema del merciaio

## Opere
- The Canterbury puzzles and other curious problems, New York, Dover Publications, 1958, SBN LO10916075.
- Amusements in mathematics, New York, Dover Publications, 1958, SBN MIL0440936.